# Cristian Calude
Cristian Sorin Calude (Galaţi, 21 de abril de 1952) é um matemático e informático romeno/neozelandês.
Graduado no National College Vasile Alecsandri em Galaţi e na Universidade de Bucareste, foi aluno de Grigore Moisil e Solomon Marcus. É atualmente professor da Universidade de Auckland, Nova Zelândia, e também diretor fundador do Centre for Discrete Mathematics and Theoretical Computer Science. É membro da Academia Europaea. Professor visitante em diversas universidades da Europa, América do Norte e do Sul, Australásia e África do Sul, incluindo professor visitante MEXT, JAIST 1999, e professor visitante na Escola Normal Superior de Paris em 2009. Foi professor da Universidade de Bucareste. Autor ou co-autor de mais de 200 artigos e 8 livros, é citado por mais de 450 pesquisadores.
Pesquisa sobre teoria da informação algorítmica, computação quântica, matemática discreta e história e filosofia da computação.
Em 2017, junto com Sanjay Jain, Bakhadyr Khoussainov, Wei Li e Frank Stephan, ele anunciou um algoritmo para decidir jogos de paridade em tempo quase-lipolinomial. O resultado foi apresentado no Simpósio de Teoria da Computação 2017 e ganhou o Prêmio de Melhor Artigo e o Prêmio EATCS-IPEC Nerode 2021.
Calude foi condecorado com a Ordem Nacional do Serviço Fiel no grau de Cavaleiro pelo Presidente da Romênia, Sr. Klaus Iohannis, em junho de 2019.

## Publicações selecionadas
- C. S. Calude, M. J. Dinneen, Monica Dumitrescu, K. Svozil. Experimental evidence of quantum randomness incomputability, "Physical Review A", 82, 022102 (2010), 1—8.
- C. S. Calude, M. A. Stay. Most  programs stop quickly or never halt, "Advances in Applied Mathematics", 40 (2008), 295—308.
- C. S. Calude (ed.) "Randomness & Complexity, From Leibniz to Chaitin", World Scientific, Singapore, 2007.
- C. S. Calude. Information and Randomness: An Algorithmic Perspective, 2nd Edition, Revised and Extended, Springer-Verlag, Berlin,  2002.
- C. S. Calude, G. Păun.Computing with Cells and Atoms, Taylor & Francis Publishers, London, 2001.
- C. Calude. Theories of Computational Complexity, North-Holland, Amsterdam, 1988.